# ミスター・デリンジャー
ミスター・デリンジャーは日本の男性声優。主にアダルトゲームに声をあてている。

## 出演作品
太字は主役・メインキャラクター

### ゲーム

#### 2009年
- きっと、澄みわたる朝色よりも、
- 夏ノ雨
- プリティ☆ウィッチ☆アカデミー!（アルフォンス）[1]

#### 2010年
- airy［F］airy 〜Easter of Sant'Ariccia〜（オットリーノ・ロッタ）[2]

#### 2011年
- Vermilion -Bind of Blood-（鹿島杜志郎）[3]